# Francis X. Suarez
 (novembre 2019).
Si vous disposez d'ouvrages ou d'articles de référence ou si vous connaissez des sites web de qualité traitant du thème abordé ici, merci de compléter l'article en donnant les références utiles à sa vérifiabilité et en les liant à la section « Notes et références ».
Francis Xavier Suarez (/swɑːrɛz/, né le 6 octobre 1977), est un avocat et homme politique américain  43e maire de Miami. Il a été élu le 7 novembre 2017 avec 86 % des voix. Suarez est le premier maire né à Miami. Il est adhérent du parti républicain, mais le bureau du maire de la ville de Miami est non partisan. Il avait précédemment occupé le poste de commissaire de la ville de Miami pour le district 4, poste qu'il occupait depuis son élection lors du second tour le 17 novembre 2009. Suarez est le fils de l'ancien maire de Miami et actuel commissaire du comté de Miami-Dade, Xavier Suarez.
Suarez est également vice-président de l'organisation de planification des transports de Miami-Dade et a été président de la League of Cities du comté de Miami-Dade. En tant que membre du TPO, Suarez a défendu le plan stratégique SMART (Miami Transit Area Area), qui a été approuvé à l’unanimité. Le plan SMART étend les options de transport en commun dans le comté de Miami-Dade à travers six corridors principaux et de nouvelles lignes de bus.

## Biographie
Francis Xavier Suarez est né à l'hôpital Mercy de Miami, en Floride. Il est l'aîné de quatre enfants et le fils unique de Xavier et Rita Suarez. Son père, d'origine cubaine, a été élu premier maire de Miami en 1985. Il occupe actuellement les fonctions de commissaire du comté de Miami-Dade. Suarez est mariée à Gloria Fonts Suarez. Ils ont un fils, Andrew Xavier, et une fille, Gloriana Pilar.
Suarez est diplômé du lycée Immaculata-Lasalle à Coconut Grove. Il a obtenu un baccalauréat en finance de l'université internationale de Floride et a terminé parmi les 10 % les plus performants de sa classe. Il a ensuite obtenu son diplôme en droit du collège de droit Fredric G. Levin de l'université de Floride, où il a obtenu son diplôme avec distinction. Avant de se présenter à la fonction publique, Suarez a fondé une société immobilière prospère avant de passer à la pratique du droit. Il est actuellement avocat au sein du cabinet d’avocats Greenspoon Marder, spécialisé dans les transactions immobilières et commerciales.

## Carrière politique

### Commission de Miami (2009-2017)
Suarez a été élu pour la première fois au poste de commissaire de la ville de Miami pour le district 4 en 2009. L'élection générale destinée à remplacer Tomás Regalado a eu lieu le 3 novembre 2009. Suarez s'est qualifié pour le second tour face à Manolo Reyes après avoir recueilli 44,74 % des suff a reçu 40,50 %. Les autres candidats à l'élection générale étaient Denis Rod avec 5,15 % et Oscar Rodriguez-Fonts avec 9,61 %.
Le second tour a eu lieu le 17 novembre 2009. Suarez a obtenu 51,41 % des voix. Il a été réélu sans opposition en 2011 et en 2015.
Il se porte candidat aux primaires présidentielles du Parti républicain de 2024 mais suspend sa campagne le 29 août 2023 après avoir échoué à se qualifier pour le premier débat.

### Prises de position
Il se prononce en faveur d'une intervention militaire américaine contre Cuba pour renverser le gouvernement de ce pays.
Il a été un farouche opposant à Donald Trump pendant la présidence de celui-ci. Il n'a pas voté pour lui aux présidentielles de 2016 et de 2020, tout comme il n’a pas voté pour Ron DeSantis, le gouverneur de son État, la Floride, en 2018. Il est également un critique féroce de Joe Biden.
Il propose en 2020 aux patrons de la Silicon Valley de déménager et de venir s’installer à Miami, mettant en avant les conditions foncières et fiscales avantageuses de sa ville. Engagé en faveur des cryptomonnaies,  il en crée une propre à sa ville en 2021, baptisée « MiamiCoin », et annonce souhaiter que les salaires à Miami soient payés avec. Le projet a cependant tourné court.

## Soupçons de corruption
Soupçonné de trafic d’influence, Francis Suarez fait depuis juin 2023 l'objet d'une enquête pour de possibles pots-de-vin reçus de la part d’entreprises du bâtiment « en échange de permis de construire ou d’autres faveurs ».